# محدوده دینامیکی
محدوده دینامیکی یا گستره دینامیکی (به انگلیسی: Dynamic range) که به اختصار DR و DNR یا DYR نیز نامیده می‌شود، نسبت میان بزرگ‌ترین و کوچک‌ترین مقادیر قابل اندازه‌گیری یک کمیت خاص است. از این نسبت اغلب در زمینه‌هایی مانند سیگنال‌هایی مانند صدا و نور استفاده می‌شود. گستره دینامیکی یا به صورت نسبت یا به صورت اعداد پایه ۱۰ (دسی‌بل) یا پایه ۲ (دو برابر شدن‌ها، بیت‌ها و گام) به صورت مقادیر لگاریتمی نسبت بین بزرگ‌ترین و کوچک‌ترین مقادیر سیگنال اندازه‌گیری می‌شود.

## نور و عکاسی

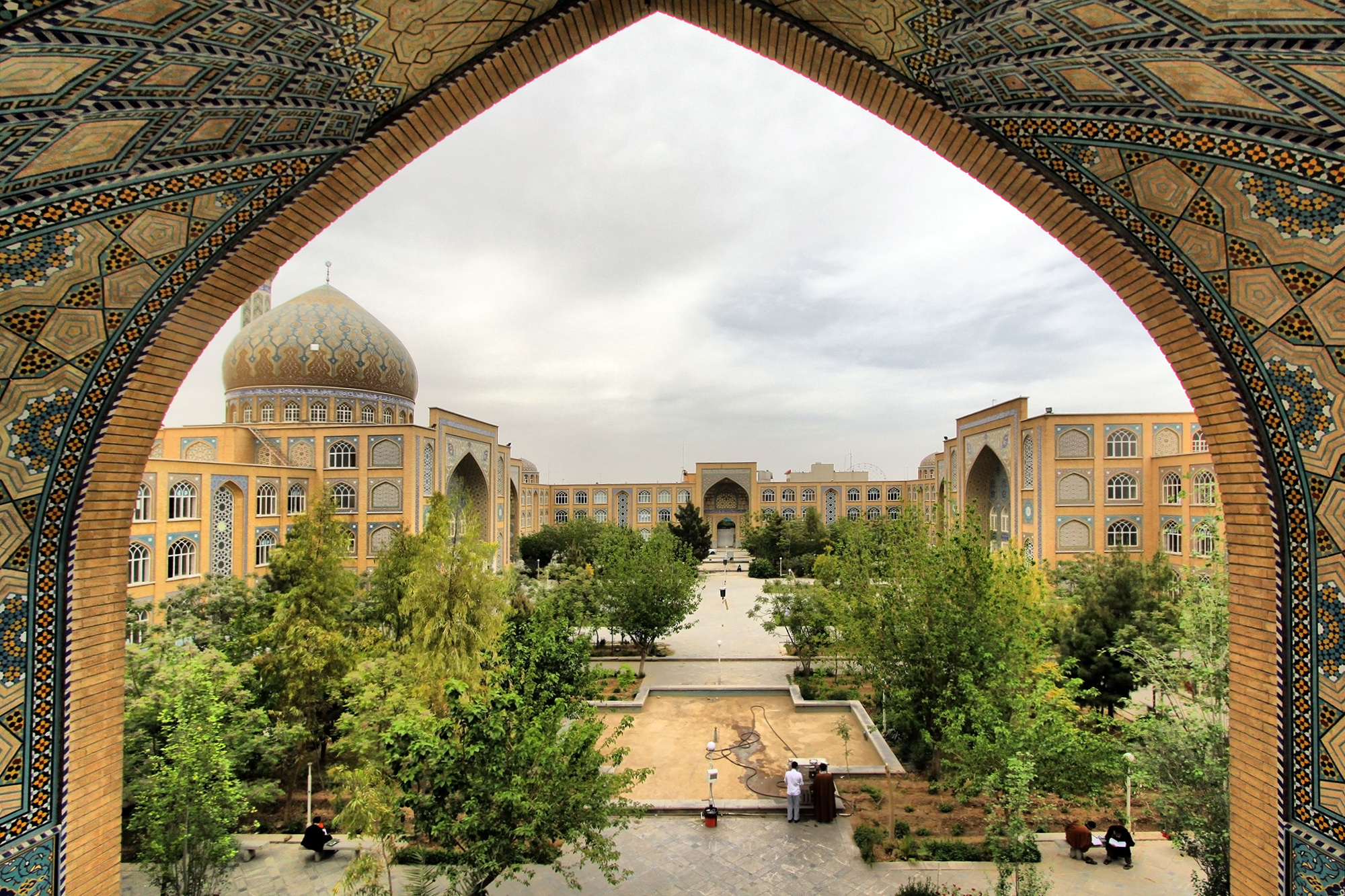
نمونه یک عکس، عکاسی شده با دامنه داینامیک پایین

گستره دینامیکی در عکاسی که بازه پویا نیز نامیده می‌شود، عبارت است از تفاوت مقدار روشنایی بین تاریک‌ترین نقاط و روشن‌ترین نواحی عکس که دارای جزئیات قابل تشخیص باشند. در برخی عکس‌ها نواحی تاریک یا روشن بعضاً دارای جزئیات هستند و در برخی قسمتها فاقد جزئیات یا بافت قابل تشخیص. بازه پویای عکس در واقع مشخص می‌کند که در عکس چه طیفی از روشنایی بین تاریک‌ترین قسمت‌های حاوی جزئیات تا روشن‌ترین قسمت‌ها وجود دارد. هر چقدر این فاصله بیشتر باشد، عکس دارای بازه پویای بیشتری است و در آن نواحی بیشتری در قسمتهای تاریک و روشن دارای جزئیات قابل تشخیص هستند. واحد سنجش بازه پویا، EV یا Exposure Value است. این مقدار بازه پویا در وسایل و رسانه‌های مختلف، متفاوت است؛ مثلاً دوربین‌های عکاسی دیجیتال SLR دارای بازه پویای حدود ۶–۸ و چشم انسان دارای بازه پویای ۱۴EV است.
با تعریف فوق مشخص می‌شود که در بسیاری موارد دوربین قادر نیست عکسی بگیرد که کل نواحی عکس، چه نواحی تاریک و چه نواحی روشن، دارای جزئیات باشند و قابل دیدن شوند. راهی که برای حل این مشکل وجود دارد این است که چند عکس با نورسنجی‌های مختلف بگیریم و سپس از پردازش تلفیقی آن‌ها، به یک عکس برسیم که دارای بازه پویای بالا است و در آن همه نواحی دارای جزئیات قابل نمایش باشد. این مسئله اساس روش عکاسی HDR را تشکیل می‌دهد.

## بازه پویا و ادراک انسان

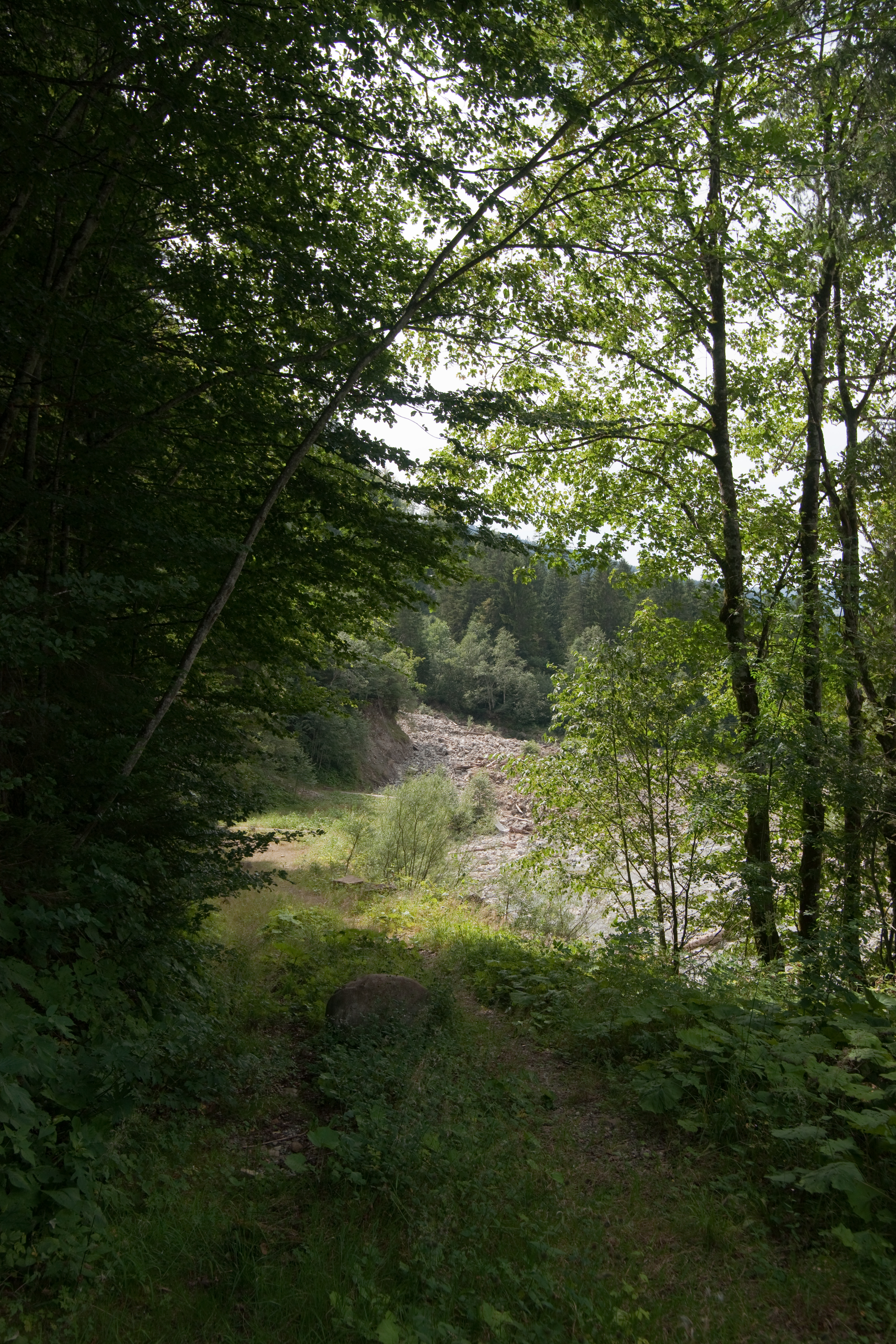
صحنه‌ای با دامنه دینامیک بالا.

انسان قادر به شنیدن و دیدن بازه پویا بسیار بالایی است که به‌طور حدودی بازه پویا شنیداری انسان در شرایط عادی ۱۰۰ دسی بل تخمین زده می‌شود و بازه پویا دیداری او در روز روشن به‌طور حدودی ۹۰ دسی بل تخمین زده می‌شود. برای مثال در برخی عکس‌ها نواحی تاریک یا روشن بعضاً دارای جزئیات هستند و در برخی قسمتها فاقد جزئیات یا بافت قابل تشخیص. بازه پویای عکس در واقع مشخص می‌کند که در عکس چه طیفی از روشنایی بین تاریک‌ترین قسمتهای حاوی جزئیات تا روشن‌ترین قسمت‌ها وجود دارد.

## الکترونیک
در الکترونیک از بازه پویا در زمینه‌های زیر استفاده می‌شود:
- نسبت بیشینه سطح یک کمیت مانند توان، جریان، ولتاژ یا بسامد را به کمینه مقدار قابل تشخیص آن کمیت را مشخص می‌کند. (به اندازه‌گیری‌های سیستم صوتی مراجعه کنید)
- در سیستم انتقال، نسبت سطح اضافه بار (بیشینه توان سیگنال که سیستم می‌تواند بدون اعوجاج سیگنال تحمل کند) به سطح نویز سامانه است.
- در سامانه‌ها یا دستگاه‌های دیجیتال، نسبت بیشینه و کمینه سطح سیگنال مورد نیاز برای حفظ نسبت خطای بیت مشخص است.
- بهینه‌سازی عرض بیت مسیر داده‌های دیجیتال (با توجه به دامنه دینامیکی سیگنال) می‌تواند مساحت، هزینه و مصرف توان مدارها و دستگاه‌های دیجیتال را کاهش دهد در حالی که عملکرد آنها را بهبود می‌بخشد. عرض بیت بهینه برای مسیر داده‌های دیجیتال کمترین عرض بیت است که می‌تواند نسبت سیگنال به نویز مورد نیاز را برآورده کند و همچنین از سرریز جلوگیری کند.

در کاربردهای صوتی و الکترونیکی، نسبت درگیر اغلب به اندازه کافی بزرگ است که به یک لگاریتم تبدیل می‌شود و در دسی‌بل مشخص می‌شود. [۳۲]